# 龙津街道
龙津街道是中国广东省广州市荔湾区下辖的一个街道，位于荔湾区东北部。辖区总面积0.53平方公里，总人口5.3万人，其中常住人口4.9万人，流动人口0.4万人。

## 行政区划
龙津街道下辖以下地区：
人民中社区、六甫社区、三元坊社区、龙津东社区、长寿社区、华福社区、洞神坊社区、洪寿社区、锦龙社区、都堂社区和龙翔社区。